# Peter Wessel Zapffe
Peter Wessel Zapffe   (Tromsø, 18 de desembre de 1899 - Asker, 12 d'octubre de 1990) va ser un escriptor i filòsof noruec. Es va fer conegut per la seva visió pessimista de l'existència humana. Les seves idees sobre el problema fonamental de l'existència es poden trobar a l'assaig L'últim Messies (títol original: Den sidste Messies, 1933), que és una versió més curta del tractat filosòfic Sobre la tragèdia (títol original: Om det tragiske, 1941). Algunes de les seves fortes influències van ser Friedrich Nietzsche, Arthur Schopenhauer, Sigmund Freud o Henrik Ibsen. Va anomenar a la seva escola de pensament Biosofía.
Zapffe sosté que els homes neixen amb una habilitat superior (comprensió, coneixement de si mateix) que no encaixa en el disseny de la natura. L'anhel humà de la justificació en qüestions com ara la vida i la mort no pot ser satisfet, i per tant, la humanitat té necessitats que la naturalesa no pot satisfer. La tragèdia, seguint aquesta teoria, és que els éssers humans passen tot el seu temps tractant de no ser humans. L'ésser humà, per tant, és una paradoxa.

## Textos destacats
- Om det tragiske (En: On the Tragic), Oslo, 1941 and 1983.
- Den fortapte sønn. En dramatisk gjenfortælling (En: The Prodigal Son: A Dramatic Renarration), Oslo, 1951.
- Indføring i litterær dramaturgi (En: Introduction to Literary Dramaturgy), Oslo, 1961.
- Den logiske sandkasse. Elementær logikk for universitet og selvstudium (En: The Logical Sandpit: Elementary Logic for University and Individual Study), Oslo, 1965.
- Lyksalig pinsefest. Fire samtaler med Jørgen (En: Blissful Pentecost: Four Dialogues with Jørgen), Oslo, 1972.
- Hos doktor Wangel. En alvorlig spøk i fem akter (En: With Doctor Wangel: An Earnest Jest in Five Acts), by Ib Henriksen (pseudonym.), Oslo, 1974. Play.
- Rikets hemmelighet. En kortfattet Jesus-biografi (En: The Secret of the Kingdom: A Short Biography of Jesus), Oslo, 1985.